# Ресслин, Евхарий Старший
Евхарий (Рёсслин) Старший (нем. Eucharius Rösslin der Ältere; 1470, Вальдкирх — 1526, Франкфурт-на-Майне) — немецкий средневековый учёный, медик, врач-акушер, фармаколог.

## Биография

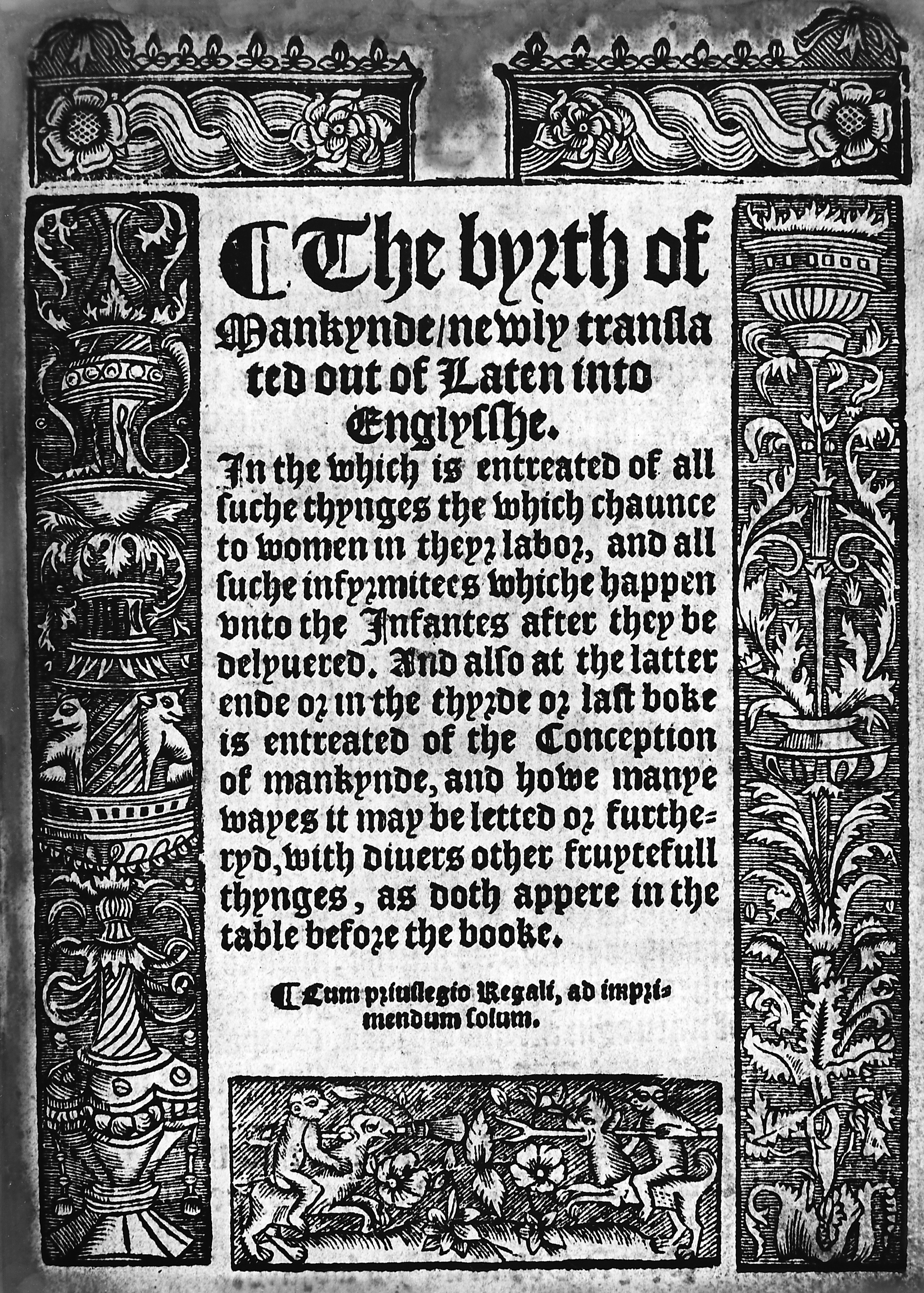
Обложка трактата Евхария Ресслина Старшего «Цветник беременных женщин и акушерок»

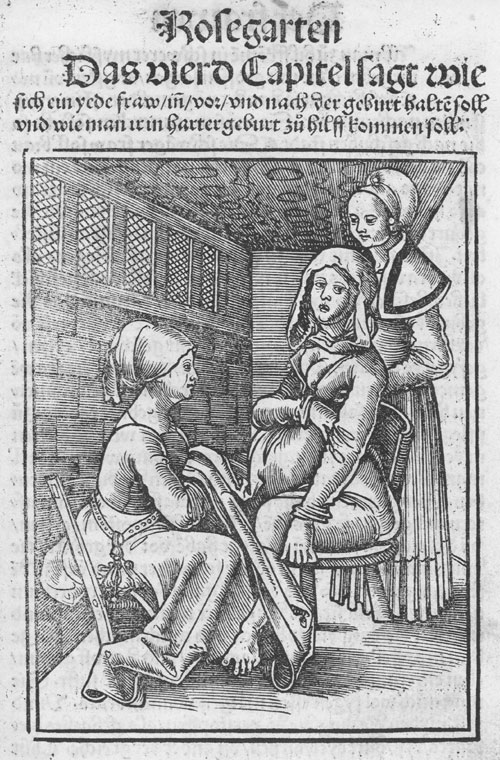
Иллюстрация: роженица в родильном кресле

Работал аптекарем-фармацевтом во Фрайбурге, в 1506 году был избран врачом города Франкфурта-на-Майне. Служил врачом в г. Вормс при дворе Екатерины Померанской, жены Генриха IV, герцога Брауншвейг-Люнебургского. Пользовался покровительством герцогини Екатерины Померанской. Получил докторскую степень.
Изучая работу городских акушерок и руководя ими, он обнаружил, что их практика акушерства является небрежной и некачественной, что приводит к высокому уровню младенческой смертности. В результате написал трактат «Rosengarten» (Розарий) на немецком языке, чтобы сделать его доступным, и опубликовал в тогдашнем немецком городе Страсбурге. В течение нескольких лет трактат был переведен на все основные европейские языки. Книга была иллюстрирована гравюрами Эрхарда Шена, ученика Альбрехта Дюрера.
Издал в 1513 году первое, снабжённое рисунками, руководство по акушерству «Цветник беременных женщин и акушерок» (Der Rosengarten), который стал стандартным медицинским учебником для акушерок при родовспоможении.
Его сын Евхарий Ресслин Младший, был тоже врачом-акушером и опубликовал латинский перевод книги своего отца под названием «Departu Hominis» в 1532 году. Издание стало основой для переводов на французский, голландский и английский языки и часто переиздавалось.